# Shandong IFC
El Shandong IFC, antes conocido com el Greenland Shandong International Financial Center, es un rascacielos actualmente en construcción en la ciudad de Jinan, en China. El edificio fue diseñado por César Pelli. La construcción comenzó en 2018 y está previsto que termine en 2025. Se espera que tenga 86 plantas y que mida 428 metros.